# Wolfgang Pietsch (Fußballspieler)
Wolfgang Pietsch (* 12. Januar 1955 in Cottbus) ist ein ehemaliger deutscher Fußballspieler in der Abwehr. Er spielte für die BSG Energie Cottbus in der DDR-Oberliga.

## Karriere
Pietsch spielte in seiner Jugend von 1964 bis 1966 beim SC Cottbus und anschließend in den Jugendabteilungen der BSG Energie Cottbus. Am 8. Dezember 1973 debütierte er in der Oberligasaison 1983/74, als beim 1:2-Sieg gegen die BSG Stahl Riesa in der Startelf stand. Danach wechselte Pietsch zur BSG Lokomotive Cottbus in die zweitklassige DDR-Liga, wo er jedoch nur ein Jahr blieb. 1975 kehrte er zu Energie Cottbus zurück und absolvierte neun Partien, in denen er ein Tor schoss. Der Treffer gelang ihm in der Saison 1975/76 am 28. April 1976 (23. Spieltag), als Cottbus gegen den FC Carl Zeiss Jena einen 3:0-Rückstand in den letzten zehn Spielminuten aufholte. Zwischen 1976 und 1977 war Pietsch bei der NVA, bevor er sich wieder Energie Cottbus anschloss. In den folgenden drei DDR-Liga-Spielzeiten kam er auf 33 Einsätze und erzielte sieben Tore. Anschließend wechselte Pietsch für ein Jahr in die Staffel D der DDR-Liga zum Aufsteiger TSG Lübbenau 63. Dort erzielte er ein Tor in zwölf Spielen, konnte den Abstieg aber nicht verhindern. Zur folgenden Spielzeit 1981/82 schloss er sich dem DDR-Liga-Aufsteiger BSG Robur Zittau an, mit dem er ebenfalls nach einem Jahr wieder abstieg. Danach kehrte er nicht mehr in den höherklassigen Fußball zurück.